# Pachalun
Pachalun är en kommunhuvudort i Guatemala.   Den ligger i departementet Departamento del Quiché, i den centrala delen av landet, 40 km nordväst om huvudstaden Guatemala City. Pachalun ligger 1 227 meter över havet och antalet invånare är 2 344.

## Terräng och klimat
Terrängen runt Pachalun är kuperad åt sydväst, men åt nordost är den bergig. Terrängen runt Pachalun sluttar söderut. Runt Pachalun är det tätbefolkat, med 683 invånare per kvadratkilometer. Närmaste större samhälle är Joyabaj, 17,2 km nordväst om Pachalun. I omgivningarna runt Pachalun växer huvudsakligen savannskog.